# Ouragan Rafael (2012)
L’ouragan Rafael est le dix-septième cyclone tropical de la saison cyclonique 2012 dans l'océan Atlantique nord et le neuvième à avoir atteint le stade d'ouragan. Provenant d'une onde tropicale ayant quitté la côte ouest de l'Afrique le 5 octobre, il est devenu une tempête tropicale le 12 et un ouragan de catégorie 1 de l'échelle de Saffir-Simpson le 15. Il a frappé les Petites Antilles, particulièrement durement la Guadeloupe les 13 et 14 octobre, avant de se diriger vers le nord et frôler les Bermudes le 16 octobre. Il est passé au stade post-tropical en soirée du 17 octobre, loin au sud-est de Terre-Neuve (Canada), avant d'être capturé par une dépression des latitudes moyennes dans l'Atlantique nord. Une personne fut portée disparue à Basse-Terre (Guadeloupe).

## Évolution météorologique
Une onde tropicale quitta la côte africaine le 5 octobre. Le 8 octobre, elle développa une centre dépressionnaire et des bandes de orageuses allongées à mi-chemin entre les îles du Cap-Vert et les Antilles. Le système est suivi par le National Hurricane Center des États-Unis sous le nom de 98L à 200 km à l'est-sud-est de la Dominique. Les vents sont estimés alors à 65 km/h, se déplaçant vers le nord-nord-ouest à 19 km/h avec une pression de 1 006 hPa. Dès le 10 octobre, le système était associé avec des vents assez forts dans son quadrant nord et le 12, il atteignit Sainte-Lucie,.

Tempête tropicale Rafael le 15 octobre 2012- octobre à UTC encore près de la Guadeloupe

Plus tard ce même jour, des avions de reconnaissances confirmèrent que le système avait une circulation cyclonique fermée à 200 km au sud-ouest de la Dominique, ce qui incita le NHC à la déclarer une tempête tropicale, lui donnant le nom de Rafael. La plus forte zone d'orages avec la tempête se trouvait dans son quadrant sud-est à cause du cisaillement des vents en altitude près de Porto Rico qui l'empêchait de s'organiser symétriquement.
Le 13 octobre, Rafael prit une trajectoire très lente vers le nord-ouest et le 15 à 22 h 45 UTC, il devint un ouragan de catégorie 1 avec des vents de 120 km/h. Le 16 octobre, Rafael courba vers le nord en accélérant. Il passa à 215 km à l'est des Bermudes en soirée, se déplaçant alors à 46 km/h vers le nord-nord-est. Sa pression centrale était de 970 hPa et ses vents soutenus de 140 km/h.
Après deux jours passés au niveau d'ouragan, le soir du 17 octobre Rafael transita directement à dépression post-tropicale alors qu'il se trouvait à 760 km au sud-est de Halifax (Nouvelle-Écosse), poursuivant sa route vers le nord-est à 56 km/h. Bien que les vents maximaux furent toujours de 120 km/h, il s'était transformé avec un système frontal des latitude moyennes. Ce puissant cyclone extratropical accéléra en direction du centre de l’Atlantique nord tout en perdant de son intensité avant d'être absorbé par une autre dépression des latitudes moyennes.

## Préparatifs
Une alerte cyclonique fut émise pour toutes les îles de l'arc antillais. Météo-France a de plus émis une vigilance orange pour la Martinique, Saint-Martin et la Guadeloupe qui fut rehaussée à rouge le 14 octobre,. La préfecture invita la population à faire preuve de prudence et de vigilance en évitant de circuler sur les routes sans nécessité absolue, de franchir les gués inondés même en véhicule tout terrain, de rester à l'écoute des différents médias et d'utiliser le téléphone portable pour rapporter toute situation d'urgence.
Les Bermudes furent mises préventivement en alerte cyclonique. Un secteur maritime à l’extrême sud-est des Grands Bancs de Terre-Neuve (Canada) fut mis en avertissement de vents d'ouragan le 17 octobre, mais aucun secteur de l'île elle-même.

## Impacts

### Antilles

#### Martinique
Toute la journée du 12 au 13 octobre, la Martinique a subi de très fortes précipitations, des cumuls de pluie allant jusqu'à 180 mm ont été relevés. Ces pluies causèrent des inondations, particulièrement dans la partie sud de l'île.Aux   Anses-d'Arlet, la voiture d'un automobiliste et de son épouse fut emportée par la crue. Ils purent regagner la terre ferme mais leur voiture s'est retrouvée dans la mer. Tandis que pour le vent, des rafales de force tempête soufflant jusqu'à 70 km/h ont été relevées sur la presqu'île de la Caravelle.

#### Guadeloupe
Toute la nuit du 13 et le 14 octobre, des pluies diluviennes venant de la tempête tropicale Rafael se sont abattues sur la Guadeloupe. Selon Météo-France, il est tombé 100 à 150 mm de pluie sur Basse-Terre en 3 heures, de 200 et 300 mm en 48 heures. Sur Grande-Terre, il est tombé de 100 à 200 mm. Le tout a causé des inondations, des glissements de terrain, des maisons inondées et une jeune femme fut portée disparue alors que son automobile fut emportée par les flots en essayant de traverser un gué à Matouba à Saint-Claude. Le cumul des pluies du cyclone a décimé 60 à 80 % des plantations sur la Grande-Terre[réf. nécessaire]. De nombreux impacts de foudre causèrent des incendies et des coupures d'électricité. Les routes de Rivière-Sens de Basse-Terre à Vieux-Fort et celle des Mamelles furent fermées, des portions furent jonchées de terre et de pierres.

#### Porto Rico
Plusieurs endroits subirent des inondations à Porto Rico, dont la route 2 entre Manati et Vega Baja et des maisons à Toa Alta High. Quelques arbres furent brisés par les vents.

#### Saint-Christophe-et-Niévès
Sur l'île de Saint-Christophe, les fortes pluies causèrent le débordement de la rivière à Basseterre qui inonda une partie du centre-ville. Le service météorologique du pays rapporta 136 mm de pluie à Saint-Christophe en 24 heures, du 13 au 14 octobre, et 301,5 mm au total du 12 au 14. Les vents renversèrent quelques arbres et panneaux de signalisation sans plus. Selon les autorités, malgré les inondations aucun dommage structurel ne fut rapporté mais les boues et les débris jonchèrent les rues et le terminal du traversier. Des pannes électriques et au système de distribution de l'eau furent aussi notées. Quelques automobilistes durent être rescapés de leur véhicule pris dans la crue mais aucun ne fut blessé.

### Bermudes
Au soir du 16 octobre, les Bermudes subirent des vents forts et de la pluie. Selon le service météorologique, il est tombé 42 mm de pluie en six heures, les vents maximaux atteignirent 83 km/h à l'aérodrome de Saint-George juste avant 9 h locale et 78 km/h au port avec des rafales à 102 km/h. Malgré les grandes marées automnales, aucun débordement côtier majeur ne fut signalé selon la police et les pompiers. Le ministre de la sécurité publique, Wayne Perinchief, déclara que les impacts furent mineurs sur les îles : panne de courant pour environ 400 maisons, aucune inondation ou autres dommages significatifs.

### Terre-Neuve (Canada)
Sur Terre-Neuve, il n'est tombé que 6 mm à Cape Race, le point le plus à l'est de l'île. Cependant, la tempête post-tropicale a traversé les Grands Bancs et ses vents générèrent une onde de tempête qui s'ajouta à la marée pour donner une surcote sur les côtes à Placentia et sur la péninsule d'Avalon le jour suivant. À Trepassey, sur la côte sud de la péninsule, les vagues déferlèrent sur la côte et détruisirent le brise-lames en trois endroits, permettant aux eaux d'atteindre la route. Celle-ci fut coupée sur 9 mètres, l'asphalte fut soulevé par la pression sur un demi kilomètre et de grosses pierres se retrouvèrent sur la chaussée. La région fut seulement accessible par véhicule tout-terrain jusqu'aux réparations qui furent estimées entre 1 et 2 millions de dollars canadiens.